# Vincent Marquis
Pour les articles homonymes, voir Marquis (homonymie).
Vincent Marquis, né le 15 avril 1984, est un skieur acrobatique canadien spécialisé dans les épreuves de bosses. 
Au cours de sa carrière, il a participé aux Jeux olympiques d'hiver à Vancouver, en 2010, où il a terminé 4e. Toutefois, il a participé à un mondial où il a remporté une médaille de bronze en bosses en 2009 à Inawashiro. Enfin, en coupe du monde il est monté à huit reprises sur un podium dont deux victoires le 2 février 2008 à Deer Valley et le 24 janvier 2009 à Mont-Gabriel.

## Palmarès

### Championnats du monde
| Édition/Discipline | Bosses | Bosses en parallèle |
| Mondiaux 2009      | Bronze | 4e                  |

### Coupe du monde
- Meilleur classement général : 11e en 2008 et 2009.
- Meilleur classement en bosses : 3e en 2008 et 2009.
- 8 podiums  dont 2 victoires en bosses (6 en bosses et 2 en bosses en parallèle).